# 加塔德戈尔戈斯
加塔德戈尔戈斯，是西班牙巴伦西亚自治区阿利坎特省的一个市镇。总面积20km2，总人口5129人（2001年），人口密度256人/km2。